# Brachystele guayanensis
Brachystele guayanensis es una especie de orquídeas de hábito terrestre originaria de Sudamérica.

## Descripción
Es una orquídea de pequeño tamaño, que prefiere el clima cálido, de hábito terrestre, con raíces gruesas, glabras que dan lugar a un tallo delgado con varias, hojas, laxas, lanceoladas a ovado-lanceoladas, acuminadas. Florece en la primavera después de una inflorescencia erecta, cilíndrica, de 6 cm  de largo, congestionada, con muchas flores envueltas por varias brácteas tubulares, acuminadas.

## Distribución
Se encuentra desde México, Guatemala, El Salvador, Costa Rica, Trinidad y Tobago, Surinam, Guayana Francesa, Guyana, Venezuela, Colombia y el norte de Brasil, en prados abiertos en elevaciones de 250 a 1320 metros. 

## Taxonomía
Brachystele guayanensis fue descrita por Schlechter en Beihefte zum Botanischen Centralblatt 37(2, Heft 3): 373–374. 1920.
Etimología
Brachystele:  nombre genérico que proviene del griego brachys, corto, y estele, en la columna, en referencia al formato de la columna de sus flores.
guayanensis: epíteto geográfico que alude a su localización en Guayana.
Sinónimos
- Brachystele aguacatensis (Rchb.f.) Schltr.
- Brachystele brenesii (Schltr.) Schltr.
- Goodyera guayanensis Lindl. basónimo
- Gyrostachys aguacatensis Kuntze
- Gyrostachys hostmannii (Rchb.f. ex Griseb.) Kuntze
- Spiranthes aguacatensis Rchb.f.
- Spiranthes brenesii Schltr.
- Spiranthes guayanensis (Lindl.) Cogn.
- Spiranthes hostmannii Rchb.f. ex Griseb.[3][4]